# Lara (divinità)
Larunda (o anche Larunde, Laranda, Lara ) era la Dea latina del silenzio, associata alle Dee italiche Tacita o Muta.
Nei Fasti di Ovidio, Lara è una naiade, figlia del fiume Almone.

## Mitologia
La mitografia legata a Lara è piuttosto scarsa.
La principale fonte a noi nota in cui è presente la figura della dea Lara sono i Fasti di Ovidio. Nel poema ovidiano, Lara è una ninfa figlia del fiume Almo, famosa sia per la sua bellezza che per la sua loquacità (tratto che i genitori della ninfa, per il suo stesso bene, cercavano di frenare). Fu proprio l'irrefrenabile parlantina di Lara a determinarne la sventura: incapace di mantenere i segreti, Lara rivelò alla dea Giunone la relazione che il marito, Giove, aveva da tempo con Giuturna (anch'ella ninfa come Larunda e moglie di Giano).
Giove, per punirla del suo tradimento le tagliò la lingua e ordinò a Mercurio, lo psicopompo, di condurla nell'Averno, la porta degli Inferi e regno di Plutone. Mercurio, tuttavia, si invaghì di Lara e la violentò, approfittando della costrizione di lei al silenzio: Lara divenne così madre di due bambini, che sarebbero diventati le divinità domestiche conosciute come i Lari; per il resto della sua vita, Lara dovette rimanere in una casa nascosta nei boschi di modo che Giove non la trovasse e portasse a termine la punizione, riconducendola negli Inferi.
Per le diverse somiglianze e punti in comune, Larunda è associata alle dee minori Muta "la muta " e Tacita "la silenziosa", appartenenti alla mitologia italica .

## Etimologia
Il nome di Lara è probabilmente legato al greco λαλέω (laleo, "parlare"), in riferimento alla loquacità della ninfa, sua caratteristica distintiva e che si rivelerà anche la sua condanna .
Una seconda ipotesi vede l'etimologia del nome Lara da ricondursi al latino lār ("casa", "dimora"), essendo i Lari le divinità protettrici della famiglia e della casa.

## Culto
Ovidio menziona il mito di Lara e Mercurio in connessione con la festa di Feralia il 21 febbraio .
Lara/Larunda viene anche talvolta associata ad Acca Larentia, la cui festa erano i Larentalia, celebrati il 23 dicembre.